# Webster (Florida)
Webster ist eine Stadt im Sumter County im US-Bundesstaat Florida. Das U.S. Census Bureau hat bei der Volkszählung 2020 eine Einwohnerzahl von 778 ermittelt. 

## Geographie
Webster liegt rund 10 km südöstlich von Bushnell sowie etwa 70 km westlich von Orlando.

## Demographische Daten
Laut der Volkszählung 2010 verteilten sich die damaligen 785 Einwohner auf 371 Haushalte. Die Bevölkerungsdichte lag bei 230,9 Einw./km². 53,1 % der Bevölkerung bezeichneten sich als Weiße, 30,7 % als Afroamerikaner, 0,3 % als Indianer und 0,1 % als Asian Americans. 12,1 % gaben die Angehörigkeit zu einer anderen Ethnie und 3,7 % zu mehreren Ethnien an. 27,4 % der Bevölkerung bestand aus Hispanics oder Latinos.
Im Jahr 2010 lebten in 41,6 % aller Haushalte Kinder unter 18 Jahren sowie 27,6 % aller Haushalte Personen mit mindestens 65 Jahren. 74,9 % der Haushalte waren Familienhaushalte (bestehend aus verheirateten Paaren mit oder ohne Nachkommen bzw. einem Elternteil mit Nachkomme). Die durchschnittliche Größe eines Haushalts lag bei 2,81 Personen und die durchschnittliche Familiengröße bei 3,23 Personen.
34,5 % der Bevölkerung waren jünger als 20 Jahre, 24,0 % waren 20 bis 39 Jahre alt, 25,4 % waren 40 bis 59 Jahre alt und 16,1 % waren mindestens 60 Jahre alt. Das mittlere Alter betrug 33 Jahre. 49,6 % der Bevölkerung waren männlich und 50,4 % weiblich.
Das durchschnittliche Jahreseinkommen lag bei 23.750 $, dabei lebten 32,5 % der Bevölkerung unter der Armutsgrenze.
Im Jahr 2000 war Englisch die Muttersprache von 93,27 % der Bevölkerung und spanisch sprachen 6,73 %.

## Verkehr
Webster wird von der Florida State Road 471 durchquert. Der nächste Flughafen ist der Orlando International Airport (rund 90 km östlich).

## Kriminalität
Die Kriminalitätsrate lag im Jahr 2010 mit 224 Punkten (US-Durchschnitt: 266 Punkte) im durchschnittlichen Bereich. Es gab vier Körperverletzungen, sechs Einbrüche, 15 Diebstähle und zwei Autodiebstähle.